# José Joel
José Francisco Carmelo Augusto Sosa Noreña (27 de noviembre de 1975), más conocido por su nombre artístico José Joel, es un actor mexicano. Inició su carrera en 1988 incursionando en el teatro musical con la obra Timbiriche Vaselina, donde el personaje de Teen Ángel hizo que descubriera el gusto por los escenarios y le permitió apropiarse de su herencia artística familiar. Su madre Anel, siempre pendiente de su desarrollo artístico y sus estudios, se esforzo para que pudiera combinar sus estudios académicos con su carrera artística.
Inclinado desde siempre a los escenarios con un público en vivo, José Joel continuó trabajando los fines de semana en producciones familiares como Los tenis Rojos con Angélica Vale y producciones infantiles como Tom Sawyer y Robin Hood, entre otras. En 1993 vuelve a hacer mancuerna con Angélica Vale y el productor Alejandro Gou Boy con Blanca Nieves y los 7 enanos trabajando tanto en la Ciudad de México como en una gira por la República Mexicana de casi un año. En el año de 1999 logra el personaje de Raoul en la magna puesta en escena de El fantasma de la ópera trabajando con la compañía OCESA por los próximos 4 años en producciones como El hombre de La Mancha con el personaje de Anselmo y en Los Miserables con los personajes de Couferac, Marius y Enjolras. De ahí comienza a intercalar el teatro con un poco de televisión y centro nocturno. Trabajando para TV Azteca en programas como La vida es una canción, Lo que callamos las mujeres y novelas Como en el cine y Quiéreme tonto y en centros nocturnos de prestigio como "El Bohemio", "Gabanna" y "La nave de el olvido" este último como parte del "Mascabrothers Show Center".
Continuando con su carrera en teatro comienza a producir espectáculos infantiles en el año de 2005 llevando de la mano la actuación y producción en obras como Aladino, La Cenicienta, La Sirenita, El sueño de una noche de verano y en el año 2010 Hairspray el Musical de Broadway con el personaje de Corny Collins.
En 2014, estuvo trabajando en una producción teatral en homenaje a su padre llamada Amar y querer. Misma que no tuvo el éxito esperado y tuvo que cancelar mucho antes de lo previsto. Sin embargo, en 2019 decidió volver a realizar la obra, obteniendo muy malas críticas, muy poco público y muchas quejas por parte de su elenco.
Para diciembre de 2020, coadyuvó junto con la alcaldía Azcapotzalco para llevar a cabo el concurso "La voz gemela de José José", mismo que ganó el cantante mexicano Daladier con quien interpretó un dueto. Dicho concurso generó controversia dada la rivalidad con el supuesto hijo colombiano del "Príncipe de la canción".

## Biografía
Desde pequeño, José Joel comenzó su carrera artística en el elenco de diversas obras musicales. A los 13 años, fue elegido en el elenco del musical Vaselina, dirigido por Julissa, y más tarde, en Los tenis rojos (1989), junto a la actriz mexicana Angélica Vale. Posteriormente fue elegido en otros musicales y programas de televisión.
En 1997, José Joel firmó con la compañía discográfica PolyGram Latino y su disco fue producido por el productor Alejandro Hernández, quien consideraba a José un fiasco para el género de balada.
Más tarde, en 2021 participó como actor de voz en el doblaje hispanoamericano del personaje Peregrin Tuk en el doblaje de la trilogía cinematográfica de El Señor de los Anillos, hasta 2003. Posteriormente, trabajó como conductor de televisión en el Show de Corny Collins y audicionó para formar parte del elenco de la función mexicana del musical de Broadway Hairspray, y fue elegido como uno de los protagonistas, junto a Alicia Machado, María del Sol, Patricio Castillo y Manuel Balbi, entre otros.
En 2006 participó en el programa de concurso Desafío de estrellas junto a cantantes como Aranza, en este fue eliminado de la competenica.
En 2011, José Joel participó en la gira de conciertos de su padre, compartiendo escenario junto a él y junto a su hermana Marysol Sosa, también cantante.
En 2012, José Joel anunció los preparativos para iniciar la producción de la obra de teatro Amar y querer, que es un musical con el que se rinde homenaje a la trayectoria musical de su padre José José. José Joel es parte del elenco, guionista, y productor teatral de la obra junto a Daniel Kim y Rafael Perín. Las audiciones comenzaron en febrero de 2014, y más de 500 actores y cantantes audicionaron, y se eligió como parte del elenco a Ninel Conde, Ivonne Montero y Marisol del Olmo. Joel cuenta con el apoyo de su padre para la obra, y se emprendió una gira por Estados Unidos y Latinoamérica como una apuesta para exportar teatro totalmente mexicano. Inicialmente, el musical fue bien recibido en el país, pero las puestas en escena se detuvieron, primero por el segundo embarazo de la protagonista, y posteriormente por una demanda interpuesta por Ninel Conde, Laura Zapata y otros miembros del elenco contra los productores del musical, incluyendo a José Joel, a quienes acusaban de falta de pago. José Joel expresó que había habido problemas administrativos porque él solo se había encargado de la parte artística y no de la económica, pero insistió en que esperaban recuperarse. La obra se planeaba restaurar en 2015.

## Filmografía
Como productor teatral
- Amar y querer (2014,[27]2019)

Como actor de teatro
- La Sirenita, el musical más divertido bajo el mar: en patines (2008)
- Hairspray - Corny Collins
- El fantasma de la ópera - Raoul
- Los miserables
- Perros rockanroleros
- Robin Hood
- La Cenicienta
- Jekyll & Hyde

Televisión
- Tú y yo (1996) - Francisco "Paco" Vázquez
- Como en el cine (2001) - Gerardo
- Desafío de estrellas 2 (2006) - Participante
- El gran desafío de estrellas (2009) - Participante
- Quiéreme tonto (2010)[29] - Rodrigo Escalante
- MasterChef Celebrity México (2021) - Participante[30]

Cine
- Inesperado amor (1999)

Doblaje
- José el Rey de los Sueños (2000) - José
- El Señor de los Anillos: La Comunidad del Anillo (2001) - Pippin
- El Señor de los Anillos: Las Dos Torres (2002) - Pippin
- El Señor de los Anillos: El Retorno del Rey (2003) - Pippin

Como invitado
- El show de Cristina: Historia de un Príncipe: José José, 40 años de carrera (2004)

## Discografía
- Lo que arde dentro (1998.kp) - Universal Music Latino
- La fuerza de la sangre (1994) - junto a José José
- Me gustaría (2019)